# Eric Lemming
Eric Otto Valdemar Lemming (Göteborg, 22 februari 1880 – aldaar, 5 juni 1930) was een veelzijdige Zweedse atleet, die gespecialiseerd was in het speerwerpen. Hij won zeven olympische medailles, waarvan vier gouden. In totaal nam hij viermaal deel aan de Olympische Spelen. Lemming wordt gezien als de uitvinder van de moderne speerwerptechniek. Hij wierp in 1899 het eerste officieuze wereldrecord van 49,32 m en domineerde circa vijftien jaar lang het speerwerpen, waarbij hij nog vijfmaal het record zou verbeteren.
Zijn eerste olympische ervaring beleefde Lemming in 1900. Op de Olympische Spelen van Parijs werd hij vierde op zowel het hoogspringen als het polsstokhoogspringen, waarbij hij respectievelijk over 1,70 m en 3,10 m heen ging. Lemming behaalde nog een vierde plaats bij het kogelslingeren en werd achtste bij het discuswerpen. Bij het verspringen werd hij laatste van de twaalf deelnemers met een verste poging van 5,50 m. Hij nam ook deel aan het hink-stap-springen. Zijn prestatie en klassering zijn onbekend, maar zeker is dat hij niet bij de eerste zes eindigde.
Op de Olympische Spelen van 1906 in Athene won hij vier olympische medailles. Dit waren brons bij het touwtrekken, kogelstoten, vijfkamp en goud bij het speerwerpen vrije stijl. Twee jaar later vertegenwoordigde hij Zweden op de Spelen van Londen. Hier won hij nog twee gouden medailles. De eerste bij het speerwerpen vrije stijl, toen dit onderdeel voor het laatst werd gehouden en de tweede gouden bij het speerwerpen. In 1912 op de Olympische Spelen van Stockholm prolongeerde hij zijn olympische titel bij het speerwerpen door zes meter verder te werpen.

## Titels
- Olympisch kampioen speerwerpen (normaal) - 1908, 1912
- Olympisch kampioen speerwerpen (vrije stijl) - 1906, 1908

## Wereldrecords

### speerwerpen
- 49,32 m (18 juni 1899, Göteborg)
- 50,44 m (31 augustus 1902, Göteborg)
- 51,95 m (7 september 1902, Göteborg)
- 53,79 m (31 mei 1903, Göteborg)
- 53,90 m (26 april 1906, Athene)
- 62,32 m (29 september 1912, Stockholm)

## Palmares

### hoogspringen
- 1900: 4e OS - 1,70 m

### polsstokhoogspringen
- 1900: 4e OS - 3,10 m

### kogelslingeren
- 1900: 4e Olympische Spelen

### discuswerpen
- 1900: 8e OS - 32,50 m

### verspringen
- 1900: 12e Olympische Spelen

### touwtrekken
- 1900:  Olympische Spelen

### kogelstoten
- 1906:  OS - 11,26 m

### vijfkamp
- 1906:  OS - 29 pt

### speerwerpen vrije stijl
- 1906:  OS - 53,90 m
- 1908:  OS - 54,44 m

### speerwerpen
- 1908:  OS - 54,825 m
- 1912:  OS - 60,64 m

1908: Eric Lemming ·
1912: Eric Lemming ·
1920: Jonni Myyrä ·
1924: Jonni Myyrä ·
1928: Erik Lundqvist ·
1932: Matti Järvinen ·
1936: Gerhard Stöck ·
1948: Tapio Rautavaara ·
1952: Cyrus Young ·
1956: Egil Danielsen ·
1960: Viktor Tsyboelenko ·
1964: Pauli Nevala ·
1968: Jānis Lūsis ·
1972: Klaus Wolfermann ·
1976: Miklós Németh ·
1980: Dainis Kūla ·
1984: Arto Härkönen ·
1988: Tapio Korjus ·
1992: Jan Železný ·
1996: Jan Železný ·
2000: Jan Železný ·
2004: Andreas Thorkildsen ·
2008: Andreas Thorkildsen ·
2012: Keshorn Walcott ·
2016: Thomas Röhler ·
2020: Neeraj Chopra ·
2024: Arshad Nadeem
- Gemeinsame Normdatei: 1115506358
- Virtual International Authority File: 4729147605361257760005